# Песен за кърпата
„Песен за кърпата“ (на украински: Пісня про рушник), също известна като „Моя мила майко“ (на украински: Рідна мати моя), е произведение на Андрий Малишко. Творбата е представена под формата на изповед спомен на лирическия герой, в който майка дава на сина си бродирана кърпа. Кърпата е символ на житейската съдба на лирическия герой и е свързана с образа на неговата майка. Този образ е събирателен за чистотата и любовта на майката берегиня, даваща живот, формираща чувства, създаваща човек. Лирическият герой на стихотворението си спомня майка си с голяма топлина.
С тази творба авторът повдига въпроса за детството, както и за сбогуването с родителския дом и тревогата на майката за съдбата на собственото си дете.
Формата на стихотворението включва голям брой рефрени и повторения, което го доближава до формата на песен.
Композиторът Платон Майборода композира музиката към текста на стихотворението. Песента е използвана за първи път в музикалния филм „Млади години“, в изпълнение на Олександр Таранец.

## Текст
| Оригинален текст на украински език: Рідна мати моя, ти ночей недоспала I водила мене у поля край села, І в дорогу далеку ти мене на зорі проводжала, І рушник вишиваний на щастя дала. І в дорогу далеку ти мене на зорі проводжала, І рушник вишиваний на щастя, на долю дала. | Превод на български език: Моя мила майко, не си спала добре през нощта Заведе ме на нивата край селото, Ти ме придружи на дълъг път в ранни зори, И ми подари бродирана кърпа за късмет. Ти ме придружи на дълъг път в ранни зори, А кърпата е везана за късмет, подарена на съдбата. |

## Изпълнители
Песента добива особена популярност и е изпълнявана често от украински музиканти. Някои от най-известните изпълнения са на: Квитка Цисик, Дмитро Хнатюк, Олександр Таранец, Ярослав Евдокимов и други.
Песента се изпълнява в театралния спектакъл за Квитка Цисик „Аз съм Квитка“, музикален монолог притча в едно действие по стиховете на Тетяна Череп-Пероганич.

## Връзки
- Пісня про рушник А. Малишка — гімн материнській любові //   Посетен на 2023-03-31. (на украински).
- „Пісню про рушник“ першим передав „Голос Америки“ //   Посетен на 2023-03-31. (на украински).
- Як народилася пісня «Рідна мати моя»? //   2017-05-14. Посетен на 2023-03-31. (на украински)
- „Песен за кърпата“, в изпъленение на Ярослав Евдокимов в
- „Песен за кърпата“, в изпъленение на Рашид Бейбутов в
- „Песен за кърпата“, в изпъленение на Дмитро Ряхин в
- „Песен за кърпата“, в изпъленение на Саид Журди Абд Аллах в
- „Песен за кърпата“, в изпъленение на Ихор Бохдан в
- „Песен за кърпата“, версия на китайски, в изпъленение на Ляо Чанг Юн в
- „Песен за кърпата“, версия на полски език, в изпълнение на Братя Качмарек в

|  | Тази страница частично или изцяло представлява превод на страницата „Пісня про рушник“ в Уикипедия на украински. Оригиналният текст, както и този превод, са защитени от Лиценза „Криейтив Комънс – Признание – Споделяне на споделеното“, а за съдържание, създадено преди юни 2009 година – от Лиценза за свободна документация на ГНУ. Прегледайте историята на редакциите на оригиналната страница, както и на преводната страница, за да видите списъка на съавторите. ВАЖНО: Този шаблон се отнася единствено до авторските права върху съдържанието на статията. Добавянето му не отменя изискването да се посочват конкретни източници на твърденията, които да бъдат благонадеждни. |